# Carolina Viggiano Austria
Alma Carolina Viggiano Austria (Tepehuacán de Guerrero, Hidalgo; 6 de julio de 1968) es una abogada y política mexicana, quien se desempeña como Secretaria General del Partido Revolucionario Institucional desde el 18 de agosto de 2019 y desde el 1 de septiembre de 2024 también se desempeña como Senadora de la República por su estado natal.

## Educación
Estudió la Licenciatura en Derecho en la Universidad Autónoma del Estado de Hidalgo, posteriormente curso varios diplomados, en Práctica Docente y Administrativa en la Universidad Autónoma del Estado de Hidalgo, Desarrollo Urbano en el Instituto de Administración Pública de Hidalgo, en Análisis Político Estratégico en el Centro de Investigaciones y Docencia Económica, Derecho Procesal Civil y en Derecho Mercantil en la Universidad Panamericana. Estudió una Maestría en la Universidad George Washington en Gobernanza y Comunicación Política.

## Trayectoria política
Durante 1991 se integró a la Confederación Nacional Campesina (CNC), posteriormente, fue Secretaria General del Comité Directivo Estatal del PRI de 1999 a 2001 y coordinadora de campaña en el proceso de elección a Gobernador del Estado en el 2005.
En 2012 fue Coordinadora y Enlace con la Sociedad Civil en la campaña del candidato Enrique Peña Nieto del PRI a Presidente de la República. En 2016 trabajó como Delegada del CEN del PRI en Oaxaca para la elección del Gobernador Alejandro Murat Hinojosa. En 2018 fungió como Coordinadora de la segunda circunscripción en la campaña electoral presidencial de José Antonio Meade.
De 2016 a 2018 fue Secretaria Jurídica y de Transparencia del Comité Ejecutivo Nacional del PRI.
En 2019, junto a Alejandro Moreno Cardenas resultaron la fórmula ganadora para dirigir el Comité Ejecutivo Nacional del PRI. Ella desempeña actualmente el cargo de Secretaria General del CEN.
En 2022, fue candidata a la gubernatura de Hidalgo por la coalición Va por Hidalgo.

## Experiencia legislativa
Fue diputada local en la LVI Legislatura del H. Congreso del Estado de Hidalgo por el XV Distrito Local Electoral con cabecera en Molango y diputada federal por elección popular en tres ocasiones, 2000-2003 LVIII Legislatura donde fungió como vicepresidenta de la mesa directiva; 2009-2012 LXI Legislatura en la cual fue presidenta de la Comisión de Desarrollo Metropolitano y finalmente 2015-2018 LXIII Legislatura donde se desempeñó como Presidenta de la Comisión de Vivienda.

## Administración Pública Federal
Desde 2012 fungió como directora general del CONAFE (Consejo Nacional del Fomento Educativo), promoviendo la educación comunitaria a lo largo de México, cargo que desempeñó hasta el año 2015.

## Administración Pública Estatal
De 1995 a 1996 fue Coordinadora de Desarrollo Regional en Molango de Escamilla, Hidalgo, en la Secretaría de Planeación y Desarrollo Regional de Hidalgo, posteriormente, de 2002 a 2004 se desempeñó como Secretaría de Desarrollo Social de Hidalgo. En 2005 fungió como Secretaria de Planeación y Desarrollo Regional de Hidalgo, cargo que tuvo un año.
De 2006 a 2007 fue Presidenta del Consejo de la Judicatura del Estado de Hidalgo y de 2007 a 2009 se desempeñó como Magistrada Presidenta del Tribunal Superior de Justicia del Estado de Hidalgo.
En el estado de Coahuila fue Presidenta Honoraria del Consejo Consultivo del Sistema para el Desarrollo Integral de la Familia DIF, del 2011 al 2017.

## Columnista
Desde el año 2007 ha sido articulista y columnista de diversos medios de comunicación impresos y electrónicos.[cita requerida]

## Actividades Docentes
Fue Docente en un Seminario de Historia en el año 1993. Posteriormente, se desempeñó como docente en la Asignatura de Derecho Constitucional entre 1993-1994. Finalmente, dio clases de Derecho Civil y Familiar en 1994.